# Namacalathus
Namacalathus — вимерлий рід тварин нез'ясованого систематичного положення. Відомий за скам'янілостями в породах віком 550–542 млн років (кінець едіакарського періоду). Описано один вид, Namacalathus hermanastes, але деякі вчені вважають, що їх було більше.
Родову назву утворено від «Nama» — назви групи геологічних формацій у Намібії, де вперше знайдено рештки цих істот, та грец. κάλαθος (kalathos) — «кошик з маленьким денцем» (у латинській мові — «кубок для вина»). Видовий епітет hermanastes походить від грец. ἕρμα (herma) — «підводна скеля, риф» та νάστης (nastes) — «мешканець».
Місце Namacalathus у системі органічного світу не з'ясоване. Деякі дослідники вказують на те, що за найбільш загальними рисами будови він нагадує кнідарій, а деякі на основі досліджень мікроструктури зближують його з Lophotrochozoa. Є і припущення, що він може бути черепашковою амебою або іншим найпростішим.
Ця тварина жила в екосистемі строматолітових рифів, де домінували бактерії та водорості. Ймовірно, вона була бентосною сидячою істотою, що прикріплювалася до дна або до макроскопічних водоростей. У породах, утворених такими рифами, і знаходять скам'янілості цих істот.

## Опис
Форму Namacalathus було реконструйовано на комп'ютері за великою кількістю серій ультратонких зрізів каменю. Окремий екземпляр складається з чашечки та стеблинки. Чашечка на додачу до «верхнього» отвору має 6 або 7 отворів у стінці. Всі отвори круглі і мають близький розмір; їх краї дещо загнуті всередину. З «нижнього» боку до чашечки приєднується порожниста стеблинка, відкрита з обох кінців (на одному кінці — в порожнину чашечки).
У N. hermanastes з Намібії розмір чашечки варіює від 2 до 25 мм. Відношення її максимального діаметра до висоти лежить у межах 0,8–1,5. Стінки чашечки та стеблинки мають товщину близько 0,1 мм. Товщина стеблинки складає 1–2 мм, довжина — до 30 мм. Знахідки із Сибіру мають на порядок менший розмір і через це розглядаються деякими вченими як окремий вид, але він не був описаний та названий і його визнають не всі.
Клітинної будови у залишків Namacalathus не видно. Складаються вони (у породах групи Nama) з кальциту і деякі ознаки вказують на те, що їх початковий склад був таким самим, а за життя вони були вкриті органічними речовинами. Зрідка у цих рештках зберігається суттєва кількість органіки. На думку деяких, але не всіх, дослідників, за життя істота була гнучкою.

## Розповсюдження і час життя
Namacalathus завжди трапляється в породах разом з клоудиною. В деяких геологічних формаціях його рештки зустрічаються масово: із місцезнаходження в Намібії на момент опису (2000 рік) було відомо понад 1000 екземплярів, причому клоудина там трапляється набагато рідше. Згодом скам'янілості Namacalathus було знайдено і в інших місцях планети, де в кембрії було море з вапняковими ґрунтами на дні. На 2012 рік вони відомі з Намібії, Канади, Оману та Сибіру (Томська область), а за деякими даними — і з Іспанії. З'ясувалося, що до цього роду належать і деякі зі знахідок, які раніше відносили до клоудини, вважаючи морфологічні відмінності наслідком деформацій.
Намакалатус та клоудина є керівними копалинами для верхнього едіакарію: їх асоціація надійно вказує саме на такий вік пород. Їх вимирання добре збігається за часом з короткотривалим, але сильним глобальним падінням концентрації вуглецю-13 на межі едіакарію та кембрію. Сталося це, за даними уран-свинцевого датування, 542,0 ± 0,3 млн років тому.